# 拟万代兰
拟万代兰（学名：Vandopsis gigantea）为兰科假万带兰属下的一个种。